# 한국사능력검정시험
한국사능력검정시험(韓國史能力檢定試驗)은 한국사에 대한 관심을 확산·심화시키는 계기를 마련하고 한국사에 대해 폭넓고 올바른 지식을 공유하여 균형 잡힌 역사 의식을 갖도록 하며 역사 교육의 올바른 방향을 제시하기 위해 2006년 11월 25일부터 시작된 시험으로서 국사편찬위원회가 주관 및 시행한다. 급수는 1급부터 6급까지 있으며 1급, 2급, 3급은 심화, 4급, 5급, 6급은 기본으로 문제가 통합되어 시행되고 있다. 별도의 성적통지서, 인증서를 발급하지 않고 공식 홈페이지, 정부24에서 한국사능력검정 인증서 발급으로 인증서를 출력할 수 있다.

## 급수

### 심화
한국사 심화과정으로서 한국사에 대한 체계적인 이해를 바탕으로 한국사의 주요 사건과 개념을 종합적으로 이해하고, 역사 자료를 분석하고 해석하는 능력, 한국사의 흐름 속에서 시대적 상황 및 쟁점을 파악하는 능력을 평가한다. 심화시험은 80점 이상을 획득하면 1급, 70점 이상을 획득하면 2급, 60점 이상을 획득하면 3급이 수여된다.

### 기본
한국사 기본과정으로서 기초적인 역사 상식을 바탕으로 한국사의 필수 지식과 기본적인 흐름을 이해하는 능력을 평가한다. 기본시험은 80점 이상을 획득하면 4급, 70점 이상을 획득하면 5급, 60점 이상을 획득하면 6급이 수여된다.

## 시험 시간

### 심화
- 10:00 ~ 10:10 오리엔테이션(시험시 주의 사항)
- 10:10 ~ 10:15 신분증 확인(감독관)
- 10:15 ~ 10:20 문제지 배부 및 파본 검사
- 10:20 ~ 11:40 시험 실시(50문항)

### 기본
- 10:00 ~ 10:10 오리엔테이션(시험시 주의 사항)
- 10:10 ~ 10:15 신분증 확인(감독관)
- 10:15 ~ 10:20 문제지 배부 및 파본 검사
- 10:20 ~ 11:30 시험 실시(50문항)

## 응시대상
- 한국사에 관심 있는 대한민국 국민(외국인도 가능)
- 한국사 학습자
- 상급 학교 진학 희망자
- 공공기관이나 기업체 취업 및 해외 유학 희망자 등

## 합격에 따른 활용 및 특전
※ 인증서 유효 기간은 인증서를 요구하는 각 기관에서 별도로 정함
- 2012년부터 한국사능력검정시험 2급 이상 합격자에 한해 인사혁신처에서 시행하는 5급 공무원 공개경쟁채용시험 및 외교관 후보자 선발시험에 응시 자격 부여
- 2013년부터 한국사능력검정시험 3급 이상 합격자에 한해 교원임용시험 응시 자격 부여
- 국비유학생, 해외파견 공무원 선발 시 국사 시험을 한국사능력검정시험(3급 이상 합격)으로 대체
- 2014년도부터 한국사능력검정시험 2급 이상 합격자에 한해 인사혁신처에서 시행하는 지역인재 7급 견습직원 선발시험에 추천자격 요건 부여
- 2015년부터 공무원 경력경쟁채용시험에 가산점 부여
- 2018년부터 군무원 공개경쟁채용시험에서 국사 과목을 한국사능력검정시험으로 대체
- 2021년부터 7급 국가(지방)공무원 공개경쟁채용시험에서 한국사과목을 한국사능력검정시험으로 대체
- 2022년부터 순경공채, 경찰간부후보생 등 경찰채용 필기시험 한국사과목을 한국사능력검정시험으로 대체
- 2023년부터 소방공무원, 소방간부후보생 공개채용 필기시험 한국사과목을 한국사능력검정시험으로 대체
- 2024년부터 우정9급(계리) 공개채용 필기시험 한국사과목을 한국사능력검정시험으로 대체
- 2025년부터 국회8급 공개채용 필기시험 한국사과목을 한국사능력검정시험으로 대체
- 일부 공기업 및 민간기업의 직원 채용이나 승진 시 반영
- 일부 대학의 수시 모집 및 육군, 해군, 공군, 국군간호사관학교 입시 가산점 부여

## 같이 보기
- 한국사 (교과목)
- 대학수학능력시험
- 대한민국의 대학 입시 제도

## 외부 사이트
- (한국어) 한국사능력검정시험  - 공식 웹사이트